# Zelotibia dolabra
Zelotibia dolabra Russell-Smith & Murphy, 2005 è un ragno appartenente alla famiglia Gnaphosidae.

## Etimologia
Il nome della specie deriva dal termine latino dolabra, che significa piccone, in riferimento alla forma dell'apofisi tibiale retrolaterale del pedipalpo maschile.

## Caratteristiche
L'olotipo maschile rinvenuto ha lunghezza totale è di 4,56mm; la lunghezza del cefalotorace è di 1,92mm; e la larghezza è di 1,44mm.

## Distribuzione
La specie è stata reperita nel Congo centroccidentale: l'olotipo maschile è stato rinvenuto nei pressi di Feshi, appartenente alla provincia di Bandundu.

## Tassonomia
Al 2016 non sono note sottospecie e dal 2005 non sono stati esaminati nuovi esemplari.